# Adrián Mahía
Adrián Andrés Mahía Gargantini (n. San Rafael, Argentina, 2 de diciembre de 1967) es un exfutbolista argentino se desempeñaba como delantero, quien jugó como profesional en Argentina, Costa Rica, El Salvador y México.
Es considerado uno de los mejores delanteros del Saprissa de Costa Rica junto con el brasileño Adonis Hilario, El argentino se ha ganado este reconocimiento habiéndose ganado en menos de un año a la afición Tica.

## Trayectoria
Muchos de los momentos más importantes de su carrera llegó con el Deportivo Saprissa de Costa Rica, durante la década de 1990. Con Saprissa, logró dos campeonatos nacionales, así como una Copa Campeones de la CONCACAF. Él también jugó con el Club Deportivo Águila de El Salvador; Cruz Azul, Toros Neza, Irapuato, Atlético Hidalgo y Zacatepec de México. Mahía fue detectado con dopaje en 1996 por Efedrina, cuando jugaba en Hidalgo por lo que fue suspendido algunos juegos.
En su país natal, Argentina jugó para Belgrano de Córdoba, el Club Atlético Platense, Independiente, Rosario Central y Juventud Unida.
Fue el máximo goleador en 1999 de la Primera División de Costa Rica con el Deportivo Saprissa, en el que logró anotar 21 goles. Retirado del fútbol, ahora vive en su país de origen.

## Clubes
| Club                | País        | Año         |
| ------------------- | ----------- | ----------- |
| Belgrano de Córdoba | Argentina   | 1991        |
| Rosario Central     | Argentina   | 1991 - 1992 |
| Independiente       | Argentina   | 1992 - 1993 |
| Platense            | Argentina   | 1993        |
| Cruz Azul           | México      | 1994        |
| Toros Neza          | México      | 1995        |
| Zacatepec           | México      | 1997        |
| Saprissa            | Costa Rica  | 1997 - 1998 |
| Águila              | El Salvador | 1999 - 2000 |
| Juventud Unida      | Argentina   | 2001 - 2002 |

## Palmarés

### Como jugador

#### Títulos nacionales
| Título                         | Equipo             | País        | Año  |
| ------------------------------ | ------------------ | ----------- | ---- |
| Primera División de Costa Rica | Deportivo Saprissa | Costa Rica  | 1998 |
| Primera División de Costa Rica | Deportivo Saprissa | Costa Rica  | 1999 |
| Copa Presidente                | Águila             | El Salvador | 2000 |

### Títulos internacionales
| Título                          | Equipo             | Sede      | Año  |
| ------------------------------- | ------------------ | --------- | ---- |
| Torneo Grandes de Centroamérica | Deportivo Saprissa | Guatemala | 1998 |

## Distinciones individuales
| Título   | Club     | Temporada |
| -------- | -------- | --------- |
| Goleador | Saprissa | 1998-99   |